# Nürnberški kodeks
Nürnberški kodeks (eng. Nuremberg Code, njem. Nürnberger Kodex) je skup načela istraživalačke etike o eksperimentiranju na ljudima, pretežito u medicinske svrhe. Donesen je u vrijeme suđenja liječnicima nacističke Njemačke koji su nehumano postupali s ljudskim subjektima prilikom medicinskih eksperimenata. 
Suđenja su organizirale Sjedinjene Američke Države za područje svoje okupacijske zone. Usporedo su se održavali Nürnberški procesi od 1946. do 1949. u kojima se sudilo zločincima nacističke Njemačke poslije Drugog svjetskog rata. Danas se Nürnberški kodeks smatra najvišim standardom ljudskog morala.

## Deset točaka Nürnberškog kodeksa
Nürnberški kodeks sastavljen je od deset točaka:
1. Dobrovoljni pristanak ljudskog subjekta apsolutno je neophodan. To znači da osoba koja sudjeluje treba imati pravnu sposobnost dati pristanak; treba biti u takvom položaju da može ostvariti slobodu izbora. Nad subjektom se ne smije činiti niti jedan vid sile, prijevare, obmane, prinude, ograničenja, prekoračenja ovlasti ili drugog skrivenog oblika prisile. Osoba bi trebala imati dovoljno znanja i razumijevanja za sve dijelove uključene u pothvat, kako bi mogla donijeti razumnu i osviještenu odluku. Ovaj potonji element zahtijeva da, prije pristanka samog subjekta eksperimenta, subjekt treba biti upoznat s naravi, trajanjem i ciljem eksperimenta; s metodama i sredstvima pomoću kojih će eksperiment biti vođen; sa svim neugodnostima i rizicima koje je razumno očekivati; sa zdravstvenim učincima koji su mogući zbog njegove uključenosti u eksperiment. Dužnost i odgovornost za utvrđivanje kvalitete pristanka za sudjelovanje u eksperimentu leži na svakoj pojedinoj osobi koja pokreće, upravlja ili je uključena u izvođenje eksperimenta. Radi se dakle o osobnoj dužnosti i odgovornosti koja se ne može prenijeti niti delegirati na drugu osobu, a kako bi joj bilo oprošteno.
2. Eksperiment bi trebao biti tako koncipiran da se dobiju plodonosni rezultati za dobrobit društva u cjelini, ako nisu dostupni drugim metodama ili sredstvima, i da eksperiment ne bude prema svojoj naravi obavljen na slučajan i nepotreban način.
3. Eksperiment bi trebao biti osmišljen i temeljen nakon eksperimenata nad životinjama i s poznavanjem prirodne povijesti bolesti ili nekog drugog problema koji je predmet istraživanja, a kako bi predviđeni rezultati mogli opravdati samo izvođenje eksperimenta.
4. Eksperiment bi trebao biti tako vođen da se izbjegnu nepotrebne patnje i povrede, kako fizičke, tako i duševne.
5. Niti jedan eksperiment ne bi trebao biti vođen ako na njegovom početku postoji bilo kakav razlog o postojanju mogućnosti smrti ili trajne povrede, osim možda, u onim eksperimentima gdje kao subjekt sudjeluje i sam liječnik.
6. Preuzeti stupanj rizika nikad ne bi trebao dovesti do toga da rješavanje postavljenog problema u eksperimentu bude iznad brige za čovjeka (subjekta).
7. Za eksperiment je potrebno izvršiti pravilne pripreme i pripremiti prikladne uređaje kako bi se zaštitio subjekt od makar neznatne mogućnosti povrede, onesposobljenja ili smrti.
8. Eksperiment trebaju voditi samo znanstveno kvalificirane osobe. Osobama koje upravljaju i izvode eksperiment treba biti jasno postavljen zahtjev da se trebaju ravnati prema najvišem stupnju umijeća i pažnje tijekom izvođenja eksperimenta.
9. U slučaju da subjekt dosegne ono fizičko ili duševno stanje kad bi se za njega nastavljanje s eksperimentom činilo nemogućim, mora mu se dozvoliti pravo na odluku hoće li će nastaviti sudjelovati u eksperimentu.
10. Tijekom eksperimenta znanstvenik voditelj mora biti spreman prekinuti eksperiment u bilo kojoj fazi, u skladu s njegovom dobrom vjerom, umijećem prepoznavanja i brižnog prosuđivanja, ako ima dovoljno dobrih razloga da povjeruje kako će nastavak eksperimenta dovesti do povrede, invalidnosti ili smrti subjekta.